# Aleksandr Siljanov
Aleksandr Kirillovič Siljanov (in russo Александр Кириллович Сильянов?; trasl. angl. Aleksandr Silyanov; Mosca, 17 febbraio 2001) è un calciatore russo, difensore della Lokomotiv Mosca e della nazionale russa.

## Caratteristiche tecniche
È un terzino che può essere impiegato indifferentemente sia sul versante sinistro che su quello destro.

## Carriera

### Club
Cresciuto nel settore giovanile della Lokomotiv Mosca, ha esordito in prima squadra il 9 dicembre 2020 subentrando a Dmitrij Rybčinskij al minuto 88 dell'incontro di UEFA Champions League contro il Bayern Monaco, perso per 2-0. L'11 aprile 2021 esordisce in Prem'er-Liga, giocando tutti i novanta minuti del derby contro lo Spartak Mosca.
Il 18 gennaio 2022 viene ceduto in prestito biennale al Rostov.

### Nazionale
Vanta otto presenze con la nazionale russa U-17, una con l'Under-19 e cinque con quella Under-21. Esordisce in nazionale maggiore il 24 settembre 2022, affrontando in amichevole il Kirghizistan, subentrando a inizio secondo tempo a Maksim Osipenko. Il 20 novembre 2023 Siljanov trova la sua prima rete in nazionale, segnando un gol nell'amichevole contro Cuba finita col risultato di 8-0.

## Statistiche

### Presenze e reti nei club
Statistiche aggiornate al 18 ottobre 2023
| Stagione               | Squadra                | Campionato             | Campionato | Campionato | Coppe nazionali | Coppe nazionali | Coppe nazionali | Coppe continentali | Coppe continentali | Coppe continentali | Altre coppe | Altre coppe | Altre coppe | Totale | Totale |
| Stagione               | Squadra                | Comp                   | Pres       | Reti       | Comp            | Pres            | Reti            | Comp               | Pres               | Reti               | Comp        | Pres        | Reti        | Pres   | Reti   |
| ---------------------- | ---------------------- | ---------------------- | ---------- | ---------- | --------------- | --------------- | --------------- | ------------------ | ------------------ | ------------------ | ----------- | ----------- | ----------- | ------ | ------ |
| 2019-2020              | Kazanka Mosca          | PPFL                   | 11         | 0          | -               | -               | -               | -                  | -                  | -                  | -           | -           | -           | 11     | 0      |
| 2020-2021              | Kazanka Mosca          | PPFL                   | 6          | 2          | -               | -               | -               | -                  | -                  | -                  | -           | -           | -           | 6      | 2      |
| Totale Kazanka Mosca   | Totale Kazanka Mosca   | Totale Kazanka Mosca   | 17         | 2          |                 | -               | -               |                    | -                  | -                  |             | -           | -           | 17     | 2      |
| 2020-2021              | Lokomotiv Mosca        | PL                     | 2          | 0          | KR              | 0               | 0               | UCL                | 1                  | 0                  | SR          | -           | -           | 3      | 0      |
| 2021-gen. 2022         | Lokomotiv Mosca        | PL                     | 8          | 0          | KR              | 0               | 0               | UEL                | 2                  | 0                  | SR          | 1           | 0           | 11     | 0      |
| feb.-mag. 2022         | Rostov                 | PL                     | 12         | 0          | KR              | -               | -               | -                  | -                  | -                  | -           | -           | -           | 12     | 0      |
| 2022-2023              | Rostov                 | PL                     | 30         | 2          | KR              | 7               | 0               | -                  | -                  | -                  | -           | -           | -           | 37     | 2      |
| Totale Rostov          | Totale Rostov          | Totale Rostov          | 42         | 2          |                 | 7               | 0               |                    | -                  | -                  |             | -           | -           | 49     | 2      |
| 2023-2024              | Lokomotiv Mosca        | PL                     | 6          | 0          | KR              | 3               | 0               | -                  | -                  | -                  | -           | -           | -           | 9      | 0      |
| Totale Lokomotiv Mosca | Totale Lokomotiv Mosca | Totale Lokomotiv Mosca | 16         | 0          |                 | 3               | 0               |                    | 3                  | 0                  |             | 1           | 0           | 23     | 0      |
| Totale carriera        | Totale carriera        | Totale carriera        | 75         | 4          |                 | 10              | 0               |                    | 3                  | 0                  |             | 1           | 0           | 89     | 4      |

### Cronologia presenze e reti in nazionale
| Cronologia completa delle presenze e delle reti in nazionale ― Russia | Cronologia completa delle presenze e delle reti in nazionale ― Russia | Cronologia completa delle presenze e delle reti in nazionale ― Russia | Cronologia completa delle presenze e delle reti in nazionale ― Russia | Cronologia completa delle presenze e delle reti in nazionale ― Russia | Cronologia completa delle presenze e delle reti in nazionale ― Russia | Cronologia completa delle presenze e delle reti in nazionale ― Russia | Cronologia completa delle presenze e delle reti in nazionale ― Russia |
| Data                                                                  | Città                                                                 | In casa                                                               | Risultato                                                             | Ospiti                                                                | Competizione                                                          | Reti                                                                  | Note                                                                  |
| --------------------------------------------------------------------- | --------------------------------------------------------------------- | --------------------------------------------------------------------- | --------------------------------------------------------------------- | --------------------------------------------------------------------- | --------------------------------------------------------------------- | --------------------------------------------------------------------- | --------------------------------------------------------------------- |
| 24-9-2022                                                             | Biškek                                                                | Kirghizistan                                                          | 1 – 2                                                                 | Russia                                                                | Amichevole                                                            | -                                                                     | 46’                                                                   |
| 20-11-2022                                                            | Tashkent                                                              | Uzbekistan                                                            | 0 – 0                                                                 | Russia                                                                | Amichevole                                                            | -                                                                     | 69’                                                                   |
| 23-3-2023                                                             | Tehran                                                                | Iran                                                                  | 1 – 1                                                                 | Russia                                                                | Amichevole                                                            | -                                                                     | 88’                                                                   |
| 26-3-2023                                                             | San Pietroburgo                                                       | Russia                                                                | 2 – 0                                                                 | Iraq                                                                  | Amichevole                                                            | -                                                                     |                                                                       |
| 12-10-2023                                                            | Mosca                                                                 | Russia                                                                | 1 – 0                                                                 | Camerun                                                               | Amichevole                                                            | -                                                                     |                                                                       |
| 16-10-2023                                                            | Aksu                                                                  | Russia                                                                | 2 – 2                                                                 | Kenya                                                                 | Amichevole                                                            | -                                                                     | 84’ 90+1’                                                             |
| 20-11-2023                                                            | Volgograd                                                             | Russia                                                                | 8 – 0                                                                 | Cuba                                                                  | Amichevole                                                            | 1                                                                     |                                                                       |
| 21-3-2024                                                             | Mosca                                                                 | Russia                                                                | 4 – 0                                                                 | Serbia                                                                | Amichevole                                                            | -                                                                     |                                                                       |
| 19-3-2025                                                             | Mosca                                                                 | Russia                                                                | 5 – 0                                                                 | Grenada                                                               | Amichevole                                                            | -                                                                     |                                                                       |
| 10-6-2025                                                             | Minsk                                                                 | Bielorussia                                                           | 1 – 4                                                                 | Russia                                                                | Amichevole                                                            | -                                                                     |                                                                       |
| Totale                                                                |                                                                       | Presenze                                                              | 10                                                                    |                                                                       | Reti                                                                  | 1                                                                     |                                                                       |

| Cronologia completa delle presenze e delle reti in nazionale ― Russia under 21 | Cronologia completa delle presenze e delle reti in nazionale ― Russia under 21 | Cronologia completa delle presenze e delle reti in nazionale ― Russia under 21 | Cronologia completa delle presenze e delle reti in nazionale ― Russia under 21 | Cronologia completa delle presenze e delle reti in nazionale ― Russia under 21 | Cronologia completa delle presenze e delle reti in nazionale ― Russia under 21 | Cronologia completa delle presenze e delle reti in nazionale ― Russia under 21 | Cronologia completa delle presenze e delle reti in nazionale ― Russia under 21 |
| Data                                                                           | Città                                                                          | In casa                                                                        | Risultato                                                                      | Ospiti                                                                         | Competizione                                                                   | Reti                                                                           | Note                                                                           |
| ------------------------------------------------------------------------------ | ------------------------------------------------------------------------------ | ------------------------------------------------------------------------------ | ------------------------------------------------------------------------------ | ------------------------------------------------------------------------------ | ------------------------------------------------------------------------------ | ------------------------------------------------------------------------------ | ------------------------------------------------------------------------------ |
| 3-6-2021                                                                       | Sofia                                                                          | Bulgaria under 21                                                              | 0 – 1                                                                          | Russia under 21                                                                | Amichevole                                                                     | -                                                                              | 46’                                                                            |
| 6-6-2021                                                                       | Stara Pazova                                                                   | Serbia under 21                                                                | 0 – 0                                                                          | Russia under 21                                                                | Amichevole                                                                     | -                                                                              | 46’                                                                            |
| 8-10-2021                                                                      | Chimki                                                                         | Russia under 21                                                                | 1 – 0                                                                          | Irlanda del Nord under 21                                                      | Qual. Europeo Under-21 2023                                                    | -                                                                              | 75’                                                                            |
| 12-11-2021                                                                     | Chimki                                                                         | Russia under 21                                                                | 3 – 0                                                                          | Slovacchia under 21                                                            | Qual. Europeo Under-21 2023                                                    | -                                                                              |                                                                                |
| 16-11-2021                                                                     | Chimki                                                                         | Russia under 21                                                                | 1 – 0                                                                          | Spagna under 21                                                                | Qual. Europeo Under-21 2023                                                    | -                                                                              |                                                                                |
| Totale                                                                         |                                                                                | Presenze                                                                       | 5                                                                              |                                                                                | Reti                                                                           | 0                                                                              |                                                                                |

## Palmarès

### Club

#### Competizioni nazionali
- Coppa di Russia: 1

Lokomotiv Mosca: 2020-2021